# Karel de Wijkerslooth de Weerdesteijn
Karel Lodewijk Cornelis Maria Ignatius baron de Wijkerslooth de Weerdesteijn, heer van Hindersteyn (Utrecht, 25 juli 1901 - Utrecht, 10 oktober 1975) was een Nederlands jurist en politicus.

## Leven en werk
De Wijkerslooth was lid van het geslacht De Wijkerslooth en werd in 1901 geboren als zoon van Jean Baptiste Louis Corneille Charles baron de Wijkerslooth de Weerdesteijn en Judith Maria Assuera Theresia Ignatia barones van Wijnbergen. Hij studeerde rechten aan de Universiteit Leiden. Na zijn afstuderen in 1923 promoveerde hij in 1925 in Leiden op een proefschrift "Bekrachtiging van rechtshandelingen". In 1924 vestigde hij zich als advocaat en procureur in Utrecht. In 1927 werd hij lid van Provinciale Staten van de provincie Utrecht.
In februari 1940 werd hij burgemeester van Hilversum. Tijdens de eerste oorlogsmaanden hield hij toespraken tot de burgerij, waarin hij aanvankelijk vooral sprak over de organisatie van het dagelijks leven, maar gaandeweg pro-Duitse standpunten begon in te nemen.
In 1940 stapte De Wijkerslooth uit de RKSP en richtte een eigen beweging op, de Nationale Eenheid. Hij liet 400.000 exemplaren drukken van een blad Nationale Eenheid, het orgaan van de beweging die op haar hoogtepunt 500 aanhangers telde. Kort hierna eiste Pierre Henri François van Vloten, de kringleider van de NSB Gooi-Zuid, dat De Wijkerslooth onverwijld ontslag zou nemen als burgemeester van Hilversum vanwege belediging van de leider van de NSB (Anton Mussert).
Op 2 juli 1940 riep hij zich in een gemeenteraadszitting uit tot leider van het Nederlandse volk. Hij las een uittreksel van zijn stamboom voor, waaruit zou blijken dat hij in vrouwelijke lijn afstamde van Willem van Oranje. Op grond daarvan meende hij dat hij een bijzondere opdracht had voor de Nederlandse bevolking. Hij las vervolgens een proclamatie voor waarin hij verklaarde: "Vertrouwend op God, zonder Wiens bijstand geen Regeerder iets vermag, neem ik heden de Leiding, die het Nederlandse Volk behoeft". De raadsleden reageerden koel en afwijzend op de aanspraken van de burgemeester. Hij kreeg per 11 juli 1940 eervol ontslag verleend. Hij trok zich terug op zijn kasteel Hindersteijn in Neerlangbroek. Na het opheffen van zijn beweging, op 1 oktober 1940, sloot hij zich aan bij de NSB. Als lid van de Waffen-SS, vocht hij als vrijwilliger vanaf 1942 aan het oostfront. Hij schreef ook verschillende rapporten over (en tegen) de vrijmetselarij.
In 1948 werd hij ontoerekeningsvatbaar verklaard en ontslagen van rechtsvervolging. In de jaren daarna was hij actief als fruitteler. In 1949 trouwde hij met Elisabeth Renée Marie barones van Hövell van Wezeveld en Westerflier (1912-2009), lid van de familie Van Hövell, uit welk huwelijk vier kinderen werden geboren. In 1950 werd hun zoon Henri de Wijkerslooth de Weerdesteijn geboren, later diplomaat en VVD-burgemeester van Waalre in Noord-Brabant.
- International Standard Name Identifier: 0000 0003 9556 7087
- Nederlandse Thesaurus van Auteursnamen: 069602875
- Virtual International Authority File: 290333912
- WorldCat: E39PBJmDgvd6VgMqbCywRfyGHC